# Concord (New Hampshire)
Concord az amerikai New Hampshire állam székhelye, és egyben Merrimack megye központja is. Népessége mintegy 42 000 fő. A Merrimack-folyó partján terül el.
Itt található az állam egyetlen jogi felsőoktatási intézménye. A városban született Franklin Pierce, az Egyesült Államok 14. elnöke.

## Fordítás
- Ez a szócikk részben vagy egészben a Concord, New Hampshire című angol Wikipédia-szócikk ezen változatának fordításán alapul.  Az eredeti cikk szerkesztőit annak laptörténete sorolja fel. Ez a jelzés csupán a megfogalmazás eredetét és a szerzői jogokat jelzi, nem szolgál a cikkben szereplő információk forrásmegjelöléseként.